# The Wretched
The Wretched és una pel·lícula estatunidenca de terror sobrenatural del 2019 escrita i dirigida pels germans Pierce. És protagonitzada per John-Paul Howard, Piper Curda, Zarah Mahler, Kevin Bigley, Gabriela Quezada Bloomgarden, Richard Ellis, Blane Crockarell, Jamison Jones i Azie Tesfai. La pel·lícula segueix un adolescent desafiant que s'enfronta a una bruixa malvada que es fa passar per la veïna del costat. S'ha doblat i subtitulat al català.
The Wretched es va estrenar mundialment al festival FanTasia el 19 de juliol de 2019 i es va estrenar en autocinemes i a la carta l'1 de maig de 2020. A causa de la pandèmia de la COVID-19 que va limitar la quantitat de pel·lícules als cinemes, es va convertir en la primera pel·lícula des d'Avatar (2009) a encapçalar la taquilla durant sis caps de setmana consecutius.